# سمك ذري منقط
سمك ذري منقط أو قوبيون قزم أرقط (الاسم العلمي: Eviota guttata)، نوع من الأسماك شعاعيات الزعانف من فصيلة القوبيونية. توجد في غرب المحيط الهندي.